# フォレスト・シャーマン
フォレスト・パーシヴァル・シャーマン（英語: Forrest Percival Sherman, 1896年10月30日-1951年7月22日）はアメリカ海軍の軍人、最終階級は大将。アメリカ海軍史上、最年少の海軍作戦部長。
空母任務群を指揮したフレデリック・C「テッド」・シャーマン中将（アナポリス1910年組）とは別人である。ここではフレデリックの方を「テッド・シャーマン」として表記する。

## 生涯

### 青年期
1896年10月30日、ニューハンプシャー州メリマックで教科書販売業を営む家庭に生まれる。長じてマサチューセッツ州に引越し、海軍軍人を夢見るも海軍兵学校（アナポリス）に入るためのアメリカ合衆国議会議員の推薦が得られず、一旦マサチューセッツ工科大学に進学し、推薦を得たあとの1914年にアナポリスに入学する。シャーマンの世代は第一次世界大戦参戦に伴って卒業が1年早められ、1917年に199名中2位の成績でアナポリスを卒業する。本来の卒業年次から「アナポリス1918年組」と呼称されたこの世代からはトーマス・スプレイグ、クリフトン・スプレイグ、ジョゼフ・J「ジョッコー」・クラーク、マイルズ・ブローニング、ジェラルド・ライトらがいる。卒業後は砲艦ナッシュビル (USS Nashville, PG-7) 、駆逐艦マレー (USS Murray, DD-97) に乗り組んで大戦終結まで船団護衛に従事。大戦終結後は戦艦ユタ (USS Utah, BB-31) 副長、駆逐艦リード (USS Reid, DD-292) 乗り組みおよびバリー (USS Barry, DD-248) 艦長を歴任する。
1921年、ナッシュビルおよびマレー時代のシャーマンの働きを評価していたニュートン・マックリー少将（アナポリス1887年組）の誘いにより、マックリーの副官に就く。また、航空を希望してペンサコーラの海軍飛行学校に入学し、1922年12月に航空パイロット免許を取得。中尉に昇進したシャーマンは第2戦闘群 (Fighting Squadron 2 (VF 2)) で勤務ののち、1924年にペンサコーラに戻って教官を務めた。海軍大学校を受講して1927年に卒業すると、戦闘艦隊指揮下の第2偵察群 (Scouting Squadron 2) に属する空母レキシントン (USS Lexington, CV-2) およびサラトガ　(USS Saratoga, CV-3) で参謀、航空士官を務めた。
1930年からしばらく、少佐に昇進したシャーマンはアナポリスで航空担当の教官となり、また、第1戦闘群 (Fighting Squadron 1) 司令官ハリー・E・ヤーネル少将（アナポリス1897年組）の下で航海参謀を務め、1933年からはアーネスト・キング少将（アナポリス1901年組）が局長を務めるアメリカ海軍航空局で、航空兵器担当課長となる。中佐に昇進した1937年から1938年までは空母レンジャー (USS Ranger, CV-4) 航海長を担当し、合衆国艦隊司令長官クロード・C・ブロック大将（アナポリス1899年組）の下での航空参謀も兼ねた。
1940年、シャーマンは海軍作戦部長ハロルド・スターク大将（アナポリス1903年組）の誘いにより戦争計画部に移る。当時の海軍作戦部はスタークをトップに作戦部次長ロイヤル・E・インガソル少将（アナポリス1905年組）らがいて、シャーマンが入った戦争計画部のトップはリッチモンド・K・ターナー少将（アナポリス1908年組）だったが、ターナーは次第に絶大な権力を持ち、スタークやインガソルをも顎で使うようになり、スタークやインガソルは、ターナーが出した案をそのまま丸呑みにするようになる。1941年12月8日の真珠湾攻撃後、シャーマンはアメリカ・カナダ陸海軍合同会議メンバーにも選出された。
戦争計画部時代のシャーマンは、アルバート・ウェデマイヤー陸軍大佐が陸軍参謀総長ジョージ・マーシャル陸軍大将の「勝利計画」に触発されて起草した「今次大戦におけるアメリカ陸軍動員のための青写真」に共鳴し、「1941年の勝利計画」を執筆して意見をともにした。シャーマンとウェデマイヤーが説いた「戦争計画」とは、「いまだ存在せず公にされてもいない戦争のための任務に対する心構えを解説し、来るべき平和産業の軍需産業への転用に際しての構成についても予言したものであり、将来的には陸海軍間が別個に計画したコミュニティをその上部組織が保証して、立案が上手く作用しなかった際には、その上部組織が共同で責任を取る」という内容のものだった。

### ワスプの艦長として

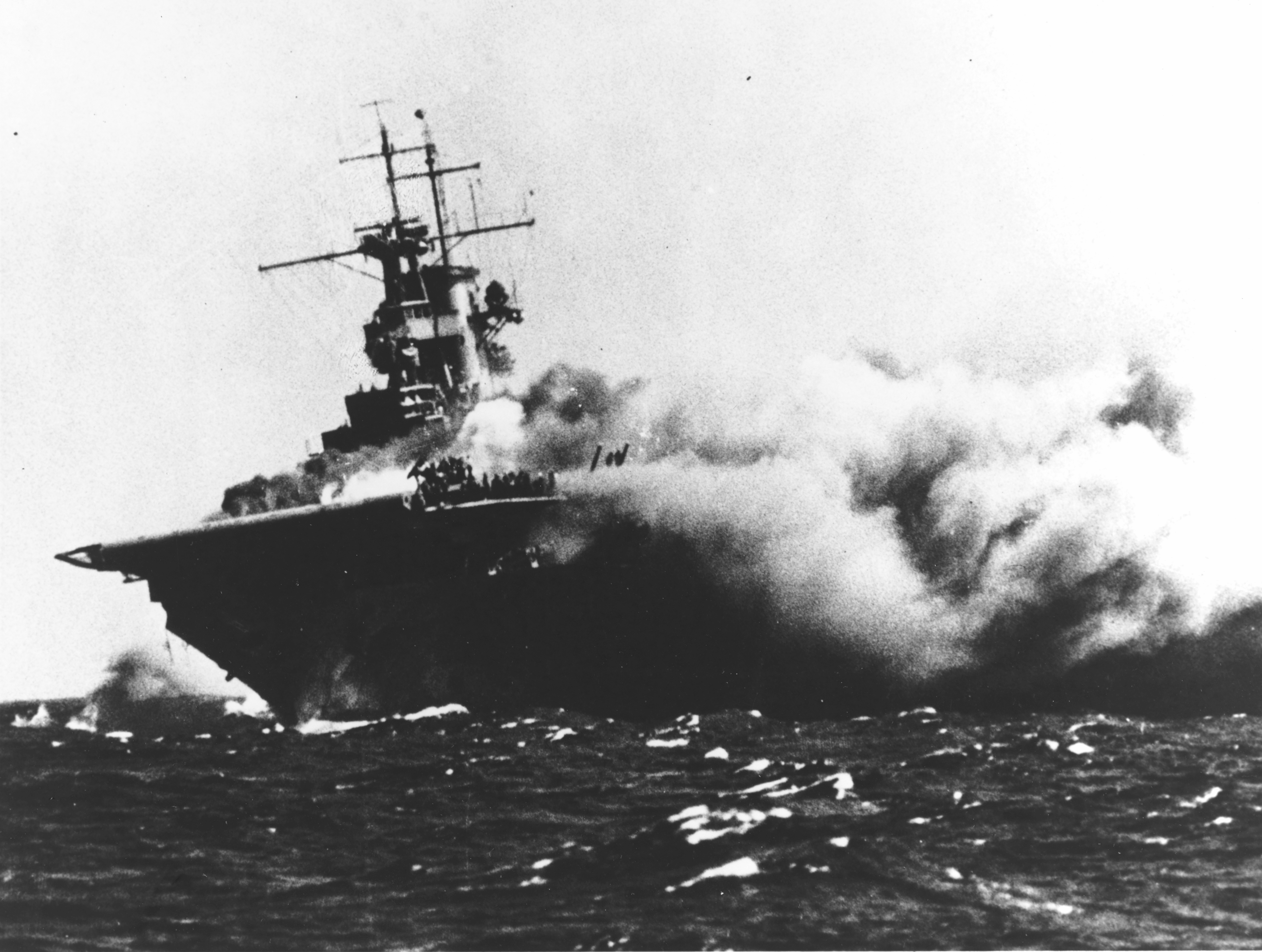
魚雷命中で炎上するワスプ。

1942年5月、大佐に昇進したシャーマンは空母ワスプ (USS Wasp, CV-7) の艦長に就任する。シャーマンのワスプは大西洋から太平洋方面に回航され、7月1日にサンディエゴを出撃してソロモン諸島方面に向かった。シャーマンのワスプはスターク時代の海軍作戦部で通信部長だったレイ・ノイズ少将の第18任務部隊に属し、ガダルカナル島の戦い劈頭のフロリダ諸島の戦いでは戦闘機を飛ばしてツラギ島上陸部隊を援護し、結果的には中止されたが、第一次ソロモン海戦で勝利した三川軍一中将の日本艦隊の追撃を行っていた。8月24日の第二次ソロモン海戦は燃料補給の都合で不参加だったが、第二次ソロモン海戦でエンタープライズ (USS Enterprise, CV-6) が、直後に日本海軍の潜水艦伊号第二六潜水艦（伊26）の雷撃によりサラトガがそれぞれ損傷して戦線離脱した後は後詰で合流してきたホーネット (USS Hornet, CV-8) とともに制空権の維持に努めた。
9月15日、午前の対潜哨戒で飛び立った航空機を収容するため、シャーマンはワスプを風向きに合わせて西、次いで南東方向に針路を変えて収容作業に取り掛からせる。だがそのころ、伊号第一九潜水艦（伊19）は南東方向に向けて潜航中だったが、遠方に反航するワスプを発見して距離を詰めようと反転する。そしてワスプが西および南東に針路を変えたことは、伊19に絶好の攻撃機会を与えることとなった。伊19は針路を変えるワスプに合わせて攻撃位置につき、11時45分に魚雷を6本発射。午後の対潜哨戒準備のため再び針路を変えつつあったワスプの見張員が魚雷を発見し、これを受けてシャーマンは面舵を命じるが間に合わず、魚雷のうち3本がワスプに命中した。命中箇所は悪く、ガソリンや弾薬が次々と爆発を起こしてワスプは火に包まれた。シャーマンは消火作業を行わせようとしたが火勢がすさまじく、最終的には総員退艦を令しなければならなかった。シャーマン以下ワスプ乗組員、またノイズら第18任務部隊の幕僚は護衛の駆逐艦に救助され、ワスプは駆逐艦ランズダウン (USS Lansdowne, DD-486) の魚雷により処分された。
合衆国艦隊司令長官兼海軍作戦部長のキング大将は、艦船を沈めた者には昇進を遅らせるなどの罰をもって対処する方針を採っていた。これを踏まえれば、シャーマンのキャリアもワスプの沈没により一巻の終わりとなるはずであった。

### 帷幕の将

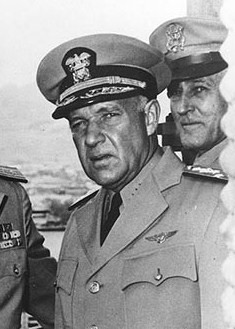
ジャック・タワーズ（1943年）

キングは海軍航空畑生え抜きの航空局長ジョン・ヘンリー・タワーズ少将（アナポリス1906年組）を、1942年10月に真珠湾に創設した太平洋航空部隊司令官（中将）とした。タワーズはキングを嫌っていたが、キングの側は必ずしもそうではなかった。キングはタワーズに海上で指揮を執らせるようニミッツに再三提案したが、タワーズを嫌う太平洋艦隊司令長官兼太平洋戦域最高司令官（Commander in Chief, United States Pacific Fleet and Commander in Chief, Pacific Ocean Areas. 略称CINCPAC-CINCPOA）チェスター・ニミッツ大将（アナポリス1905年組）は、これを認めなかった。キングは1944年1月にタワーズを太平洋艦隊副司令長官兼太平洋戦域副司令官（Deputy Commander in Chief, United States Pacific Fleet and Deputy Commander in Chief, Pacific Ocean Areas. 略称DCINCPAC-DCINCPOA）に昇格させている。しかしニミッツは1945年1月に司令部をグアム島に前進させた際、タワーズを真珠湾に残して後方部門に専念させた。タワーズはニミッツの措置に大いに抗議した。
そのタワーズが自分の参謀長として選んだのが、待命中のシャーマンだった。シャーマンとタワーズの間柄は浅くなく、第1戦闘群航海参謀時代の上官だったヤーネルの参謀長がタワーズだった。シャーマンは参謀長とはいえ、前述のように後方部門担当の部隊ゆえに、事あるごとに衝突を繰り返すニミッツとタワーズの間に入る仲裁役が主な仕事となった。仲裁役を何度か務めているうちに、シャーマンはニミッツにも気に入られるようになる。1943年に入り、中部太平洋方面への作戦がおぼろげながらにも検討され始めると、シャーマンもこれに応えていくつかの作戦を立案するようになる。6月に中部太平洋方面に攻勢をかけることが確認されると、まずマーシャル諸島の攻略が検討され始めるが、この方面の日本軍は強力で、後詰も大いに期待できることが考えられた。また、マーシャル諸島は味方の基地からは遠く、攻略のための事前偵察も十分行えなかった。シャーマンはそのための基地としてウェーク島の奪還を進言したが、当時ニミッツの参謀長で、間もなく第5艦隊司令長官となったレイモンド・スプルーアンス中将（アナポリス1907年組）は、この提案を採用しなかった。最終的には、まずギルバート諸島をリハーサル的に攻略し、その経験などを活用してマーシャル諸島攻略に取り掛かるというスプルーアンスの提案が紆余曲折の末に採用された。
1943年11月、シャーマンはCINCPAC-CINCPOA司令部作戦参謀に転じ少将に昇進する。ギルバート諸島攻略のガルヴァニック作戦が終了し、マーシャル諸島攻略に本腰を入れることになったが、ここでニミッツが「クェゼリン環礁を第一の目標にする」と暗に言い出す。実は、クェゼリン環礁攻略を立案したのがシャーマンで、シャーマンの提案をニミッツが採ったというものだった。「クェゼリン環礁を真っ先に攻略しても、周囲の日本軍からの反撃がある」と考えて反対していたスプルーアンスは驚き、同じように反対していたターナーとホーランド・スミス海兵少将を誘って攻略計画の撤回を求める策に出る。ターナー、スミス、スプルーアンスの参謀長チャールズ・J・ムーア（カール・ムーア）少将（アナポリス1910年組）はスプルーアンスの部屋にシャーマンを呼び出し、計画の撤回をニミッツに求めるようシャーマンに圧力を加えた。シャーマンはこれに対し持論を曲げず、逆に日本軍航空戦力を過大評価していると反論して論争は終わった。最終的な結論は、ニミッツが更迭カードをちらつかせて押し切ったが、取引である程度は妥協してマジュロ攻略を含む代替案を了承した。シャーマンはのちにムーアに対し、圧力をかけられたことに関して不愉快だったと述べた。
攻略地に関する論争は終わったが、間もなく違う問題が発生した。第5艦隊の指揮下にある第50任務部隊は空母を主体としており、チャールズ・A・パウナル少将（アナポリス1910年組）が8月以来、指揮を執っていた。南鳥島、ウェーク島、ギルバート諸島と連続して空襲作戦を行い、ガルヴァニック作戦や12月のクェゼリン攻撃で多少の損害があったものの作戦は概ね成功していた。ところが、クェゼリン攻撃のあとにパウナルは司令官から更迭される。そもそもの始まりは「南鳥島攻撃では反撃の恐れがなかったにもかかわらず、パイロット救助任務を潜水艦に丸投げして即座に避退した」とか、「タラワ攻撃では、再攻撃すべきとの進言を退けて避退した」とか、挙句の果てには「機動部隊を率いる事を後悔した発言をした」などという話が上層部に「ご注進」されていたが、その「ご注進」先の一つがタワーズだった。「ご注進」を受け取ったタワーズは、ニミッツに対してパウナルの更迭を進言する。シャーマンはニミッツ、タワーズ、自分の上司でCINCPAC-CINCPOA司令部参謀長チャールズ・マクモリス少将（アナポリス1912年組）とともにパウナル更迭の協議に参加。会議の結果、スプルーアンスに何も知らせずパウナル更迭を決定する。更迭を決定したとなれば、その後任を決めなければならない。タワーズやジョン・S・マケイン・シニア少将（アナポリス1906年組）、マーク・ミッチャー少将（アナポリス1910年組）、テッド・シャーマンらが候補に挙げられたが、最終的にはタワーズの意見もあってミッチャーに決まった。当時スプルーアンスは、ミッドウェー海戦におけるミッチャーの空母ホーネットの指揮ぶりからミッチャーに不信感を抱いており、この決定に怒りを見せ、テッド・シャーマンも不満を隠さなかったが、ともかくクェゼリン攻略は新しい顔ぶれで行われることとなった。

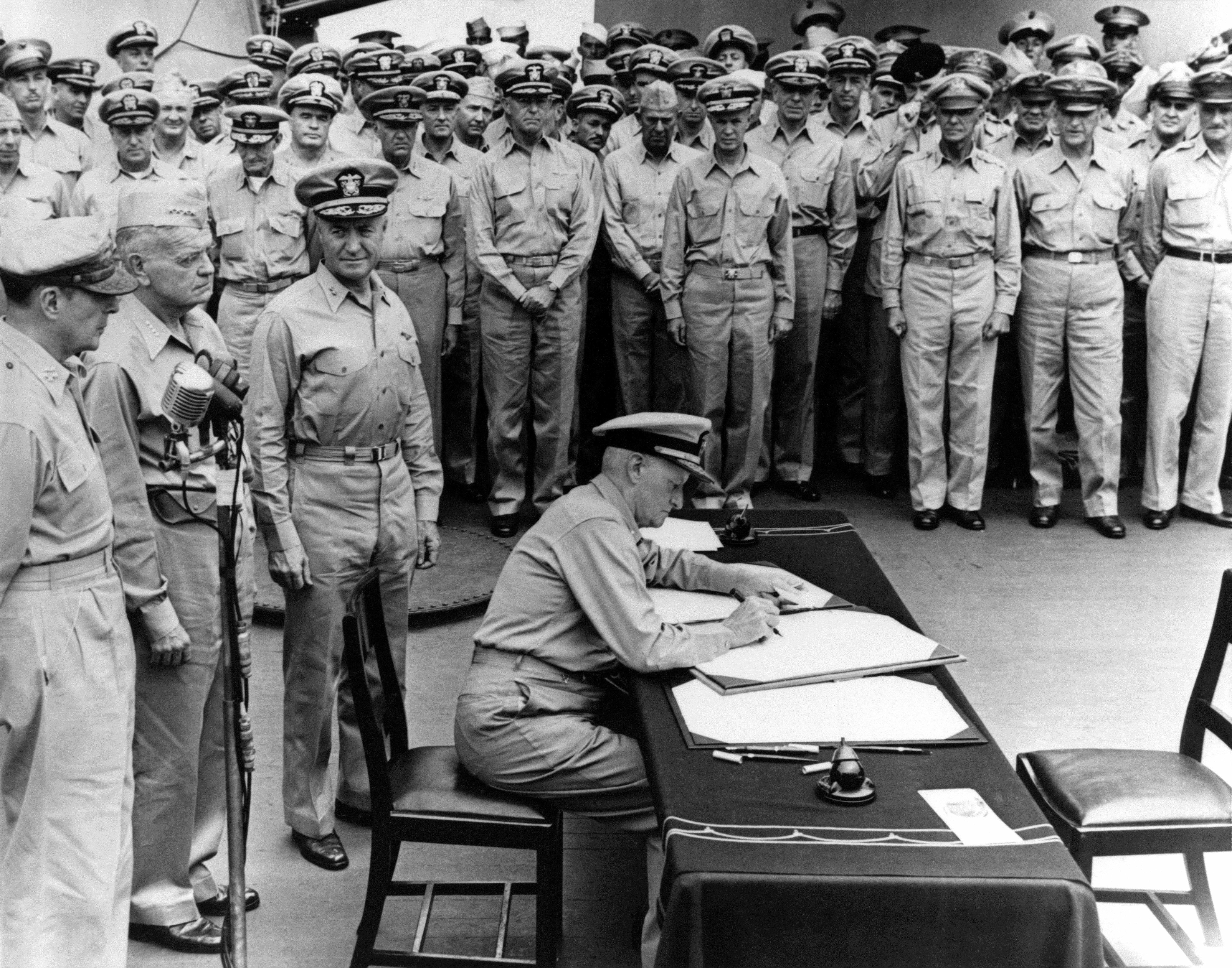
マッカーサー、ハルゼーとともに、ニミッツの降伏文書への署名に立ち会うシャーマン（1945年9月2日）

一連のマーシャル諸島での作戦が始まろうとしていた1944年1月27日から28日にかけて、真珠湾でCINCPAC-CINCPOA司令部幹部とウィリアム・ハルゼー大将（アナポリス1904年組）の第3艦隊の幕僚にダグラス・マッカーサー陸軍大将の南西太平洋軍の幕僚を加えて次期作戦に関する会合が持たれた。出席者はCINCPAC-CINCPOA司令部からはシャーマンとマクモリス、第3艦隊からはロバート・カーニー少将（アナポリス1916年組）、南西太平洋軍からは参謀長リチャード・サザランド陸軍少将と航空司令官ジョージ・ケニー陸軍少将、第7艦隊司令長官トーマス・C・キンケイド中将（アナポリス1908年組）といった顔ぶれで、会合ではマッカーサーがこだわった南西方面からの反撃に対する賛同が多く、マリアナ諸島に関してシャーマンは「マリアナ攻略は大きな犠牲が考えられ、得るところはあまり役にはたたない港だけ」と発言する。ケニーとマクモリスにいたっては、新型爆撃機でマリアナから日本を攻撃することに懐疑的だった。会合がまとまると、シャーマンはニミッツの命で議事録をワシントンの統合参謀本部に持っていったが、議事録を読んだキングは、マッカーサーの構想を丸呑みにした会合の内容に激怒し、ニミッツを叱責した。キングはニミッツやマーシャルにマリアナ攻略の重要性を説くとともに、シャーマンやサザランドを呼び出して作戦の検討をしなければならなかった。
1944年3月、シャーマンはCINCPAC-CINCPOA司令部参謀副長（兼作戦参謀）に昇格。間もなくニミッツとともにワシントンに呼び出される。マッカーサーもこの時統合参謀長会議に呼び出されていたが、戦線を優先して欠席していた。マッカーサー欠席とヘンリー・アーノルド陸軍大将のマリアナ攻略案賛成ということも手伝って、南西方面と中部太平洋方面からの二方面作戦が再確認されることとなった。これ以降、シャーマンはニミッツの意を受けて、しばしばワシントンの合衆国艦隊司令部に詰めることとなった。また、5月にサンフランシスコで開かれたキング、ニミッツ、ハルゼーのマリアナ攻略戦後に関する三者会談、9月29日に同じくサンフランシスコで開かれた、台湾攻略の可否を問うキングとニミッツの会談にも帯同。ニミッツ、ハルゼー、スプルーアンスといった提督の活躍はシャーマンなど「裏方」の働きによるところも大きく、マーシャル諸島以降の戦いの計画には、すべてシャーマンが関わっていたという。1945年8月15日に日本はついに降伏した。シャーマンも9月2日の戦艦ミズーリ (USS Missouri, BB-63) 艦上での日本の降伏文書調印式にも立ち会った。

### 海軍作戦部長
戦争が終わるとキング大将は合衆国艦隊司令長官の職を廃止し、海軍作戦部長も退いて第一線から去っていった。キング大将は自分の後任としてニミッツを推薦したが、海軍長官ジェームズ・フォレスタルはニミッツとは互いの海軍次官、航海局長時代から不仲で、海軍作戦副部長リチャード・S・エドワーズ大将か航空担当海軍作戦部次長ミッチャー中将を望んだ。フォレスタル長官は「平和の時代の海軍作戦部長には、例えばニミッツのような英雄的な大物は不向き」とも考えていたが、ニミッツの猟官運動とキングのトルーマン大統領に対する直訴などにより、キングの後任はニミッツとなった。海軍作戦部長に就任したニミッツはここでもシャーマンの力を必要とした。
1945年12月、中将に昇進したシャーマンは海軍作戦部次長（作戦部門担当）に就任した。戦後のアメリカ軍は三軍の統一問題から事実上スタートした。シャーマンはCINCPAC-CINCPOA司令部参謀副長時代には、ニミッツとともに統合に賛成していた。シャーマンはまた対ソ連戦略の重要性を説いた。次いで1947年12月には地中海艦隊司令長官に就任する。1947年から1949年にかけて、三軍の統一問題余波から空軍の巨大戦略爆撃機B-36「ピースメーカー｣の配備か、海軍の大型空母ユナイテッド・ステーツ (USS United States, CVA-58) の建造かをめぐって大規模な論争が起こっていた。そこに権限の弱い国防長官となっていたフォレスタル（フォレスタル自身、統合に反対して国防長官の権限を弱めさせた一人だった）が「神経衰弱」となって執務不能になったことから起きたフォレスタル解任劇と、ルイス・A・ジョンソンの国防長官就任、ユナイテッド・ステーツ建造に関わる調整からくる、後年「提督たちの反乱」と呼ばれた海軍の将官たちの反発などからきたフォレスタルの自殺という出来事も絡み（これによって国防長官の権限が強められた）、海軍はガタガタになっていた。ジョン・ローレンス・サリヴァン海軍長官はユナイテッド・ステーツの建造中止に抗議して辞任し、ニミッツの後任だった海軍作戦部長ルイス・デンフェルド大将（アナポリス1912年組）もまた、湧き上がる海軍の将官たちの反発を抑えきることができず更迭された。
1949年11月、シャーマンは大将に昇進の上でデンフェルドの後任として海軍作戦部長に就任し、海軍部内の建て直しに当たった。53歳という年齢は歴代の海軍作戦部長の中でも最年少で、生え抜きのパイロット出身者としては初めての海軍作戦部長でもあった。内には海軍の将官たちへの処罰や復権に苦慮し、外では1949年10月の中華人民共和国の成立や、翌1950年6月の北朝鮮の軍事侵攻による朝鮮戦争の勃発があり、ヨーロッパでの冷戦と極東での熱戦にも対処しなければならなかった。海軍内に関してはその他、1900年にジョン・デイヴィス・ロング海軍長官の諮問機関として創設されたアメリカ海軍将官会議の廃止を進言して、同会議は1951年3月限りで解散した。これら内外の重大問題やその対処は、次第にシャーマンの健康面に影響を与えていた。
1951年7月、シャーマンは北大西洋条約機構（NATO）関連の問題解決のためスペインとイタリアに出張した。7月21日、ナポリ滞在中のシャーマンは妻とともにオペラを鑑賞してからホテル戻ったが翌7月22日朝に心臓発作を起こし、いったんは持ち直したものの午後に発作が再発して54歳で急死した。

## 人物
アナポリス時代から秀才で下品な場面があまりなかったが、それは一方で周囲から「野心家」であるとか「一人超然とした孤高タイプ」として見られた。与えられた職務は全力で全うするよう心がけるタイプでもあり、海軍での独裁者だったキングさえもシャーマンの意見には耳を傾けたが、一見無慈悲な仕事ぶりから三軍統合問題時には「陸軍の回し者」的な見方をされ、海軍内での声望は決して高くはなかった。しかし、キングを初めとしてニミッツ、タワーズ、スプルーアンスといった提督たちとの間にはほとんど波風を立てることはなく、ターナーとスミスの毎度の喧嘩や、レイテ沖海戦に関するハルゼーとキンケイドとの論争のような個人的な揉め事には無縁だった。また、「提督たちの反乱」後の処理では、カール・ヴィンソン委員会で批判的な発言を行って干されていたアーレイ・バーク大佐（アナポリス1923年組）の復権に奔走し、その結果、凍結されていたバークの少将への昇進が実現した。のち、朝鮮戦争が勃発すると、バークはシャーマンの命で極東艦隊参謀副長として日本に赴任し、1955年からはシャーマンの3代後の海軍作戦部長に就任することとなる。

## 受章
- 海軍十字章[55]
- 殊勲章[55]
- 勲功章[55]
- パープルハート章（「ワスプ」沈没に際するもの）[55]
- アメリカ防衛従軍章[55]
- 太平洋戦線従軍章[55]
- アメリカ本土防衛従軍章[55]
- 第二次世界大戦勝利記章[55]
- 海軍職務遂行従軍章[55]

## その他
フォレスト・シャーマン級駆逐艦のネームシップ（1982年退役）と、アーレイ・バーク級ミサイル駆逐艦の48番艦がシャーマンにちなんで命名された。また、1946年から1947年にかけて南極で行われたハイジャンプ作戦の際に発見した小島にシャーマン島と命名され、シャーマンがパイロット訓練を受け、ブルーエンジェルスの本拠地でもあるペンサコーラ海軍航空基地の滑走路およびアナポリスの病院区画の一角には、ともに「フォレスト・シャーマン・フィールド」と名づけられた。シャーマンが亡くなったナポリにある国防総省の学校はかつて、「フォレスト・シャーマン・ハイスクール」と名乗っていた。